# Lankesisk kultur
Kulturen i Sri Lanka har påverkats av många faktorer, under senare århundraden huvudsakligen de nederländska, portugisiska och brittiska koloniseringarna av landet.

## Högtider
Det singalesiska och tamilska nyåret är en viktig kulturell högtid i landet. Den infaller i april (månaden Bak) när solen flyttar från Meena Rashiya (fiskarna) till Mesha Rashiya (stenbocken). Nyåret kallas Aluth Avurudhu på singalesiska och Puththandu på tamil. Såväl slutpunkten för det gamla året är och startpunkten för det nya anges av astrologer, och det finns en period på ett par timmar mellan det gamla och det nya året. Den perioden kallas nona gathe (neutral period). Under denna tid en förväntas man ta en paus från alla typer av arbete enbart ägna sig åt att koppla av, samt åt religiösa aktiviteter och traditionella spel och lekar. Många barn och vuxna bär traditionella kläder.
Buddhister i Sri Lanka högtidlighåller poya, fullmånedagar, vilka även är viktiga religiösa dagar för hinduer. Hinduer och muslimer högtidlighåller även sina egna helgdagar. 

## Globalisering
Under de senaste århundradena har Sri Lanka genomgått en dramatisk förändring. Tidigare var nästan hela det lankesiska samhället enbart influerat av sin egen traditionella mat och ingenting annat. Men genom ekonomisk tillväxt och hård konkurrens i de utvecklade länderna, har företag tagit sig utomlands till u-länder i ett försök att uppnå en positiv global närvaro som en konkurrensfördel. Den här metoden har givit stora efterverkningar i länder som Sri Lanka. I en del av de större städerna i Sri Lanka finns amerikanska matställen som McDonald's, Pizza Hut, Kentucky Fried Chicken, Domino's Pizza och Roscoe's Chicken and Waffles. Om detta är av godo eller ondo kan diskuteras, många lankeser, särskilt äldre, håller fast vid sina traditionella matlagningstraditionerna och förkastar de amerikanska matställena, men många i den yngre generationen har börjat fatta tycke för det nya utbudet.

## Religion i Sri lanka
Sri Lankas kultur kretsar också kring religionen. Religionen är viktig för många av landets invånare och det finns många buddhistiska tempel, moskéer, hinduiska tempel och kyrkor över hela ön. I landets norra och östra delar finns många moskéer och hinduiska tempel, eftersom en stor tamilsk och muslimsk befolkning bor i dessa områden. Många kyrkor finns längs sydkusten och den södra delen av västkusten eftersom många som bor i dessa områden är kristna. I det inre av ön bor främst buddhister, men i de höglänta områdena finns även en stor grupp tamilska hinduer av indiskt ursprung. 

## Sportkulturen i Sri lanka
Den mest populära sporten i Sri Lanka är cricket. Det är populärt både att spela cricket och att se den lankesiska landslagstruppen spela cricket. Det är vanligt att företag får stänga när viktiga matcher visas på tv. Detta var fallet under 1996 då Sri Lanka slog Australien i finalen i cricket-VM. 

## Musik
De viktigaste influenserna för den lankesiska musiken kommer från buddhismen och från de portugisiska kolonisatörerna. Buddhismen kom med buddhistmunken Mahinda till Sri Lanka på 100-talet f.Kr., medan portugiserna anlände på 1400-talet. Portugiserna förde med sig cantigaballader, ukuleles och gitarr. De tog även med sig afrikanska slavar, som ytterligare diversifierade landets musikkultur. Dessa slavar kallades kaffrinha och deras dansmusik hette baila, och modern bailamusik är i dag den mest populära musikformen i landet. Traditionell lankesisk musik omfattar hypnotiska Kandytrummor. trummor var och är mycket en del av musik i både buddhistiska och hinduiska tempel i Sri Lanka.

## Konst och hantverk
En stor del av konsten och hantverket är inspirerat av öns långa buddhistiska tradition, som i sin tur har absorberat en lång rad lokala traditioner. I de flesta fall utgår lankesisk konst från religiös tro, och den tar sig uttryck i många former, såsom måleri, skulptur och arkitektur. Ett av de mest intressanta inslagen är grott- och tempelmålning, exempelvis fresker funna i Sigiriya och religiösa målningar i templen i Dambulla och Kandy. Andra populära former av konst har påverkats av såväl infödda som bosättare. Exempelvis traditionellt trähantverk och keramik hittas i bergstrakterna medan portugisiskinspirerat spetsarbete och indonesiskinspirerad batik har blivit påtagligt.

## Tekultur i Sri lanka
Sri Lanka är en av de största tillverkarna av te i världen, och lankeserna själva dricker också massor av te. Te från Sri Lanka håller mycket hög kvalitet, bland annat sägs den kungliga familjen i Storbritannien föredra Ceylonte. Te serveras alltid när en gäst kommer på besök, och te serveras på festivaler och arrangemang. Det serveras nästan överallt i Sri Lanka.

## Mat & dryck i Sri Lanka
Det lankesiska köket består först och främst av kokt eller ångat ris. Till middag och lunch äter man kryddstark curry. Det lankesiska köket har influerats av det indiska, samt av kolonisatörer och utländska köpmän. 
En välkänd maträtt är Kiribath, vilket betyder "mjölkris." Curryrätter i Sri Lanka är inte bara kött- eller fiskrätter, det finns även grönsaks- och fruktcurry. En typisk lankesisk måltid består av en "huvudcurry" (fisk, kyckling eller fårkött) och därutöver flera andra curryrätter baserade på grönsaker och linser. Till en måltid serveras ofta pickels (achcharu), chutney och sambol som ibland kan vara oerhört stark. Den mest kända av dessa är pol sambol kokossambol, tillberedd av mald kokosnöt blandad med chili, torkad Maldivefisk och limejuice. Det hela mals till en pasta och äts med ris, detta ger extra krydda till måltiden och anses öka aptiten. Utöver sambols, äter lankeser "mallung" - hackade blad blandade med riven kokos och röd lök. Kokosmjölk ingår i de flesta lankesiska rätter och ger köket sin unika smak.
Till frukost eller middag äter lankeserna också hoppers (appa), som man hittar överallt i Sri Lanka. Detta är skålformade tunna pannkakor gjorda på rismjöl och de serveras med något kryddstarkt tillbehör. Många lankeser äter också mellanmål som ofta består av varianter av hamburgare, korv, vårrullar, pastejer och bakelser. Även lankesiska kycklingvåfflor är populära. 
Sri Lanka har länge varit känt för sina kryddor. Under 1400- och 1500-talen tog handelsmän från hela världen med sig sina mattraditioner till Sri Lanka, vilket resulterat i en rik mångfald av matlagningstekniker. Lamprais - ris kokat i buljong med en särskild curry, tillsammans med "frikkadels" (köttbullar), och sedan förpackat och bakat i ett bananlöv - är en holländsk-influerad lankesisk rätt. Holländska och portugisiska sötsaker är också populära än idag. Bland brittiska influenser märks rostbiff och stekt kyckling. 
Lankeser använder kryddor frikostigt i sin matlagning och följer vanligtvis inte något exakt recept, så varje kocks curry har sin egen smak. Dessutom skiljer sig matlagningstraditionen åt på olika delar av ön (exempelvis lagar inlandsbefolkningen mat på annat vis än de som bor vid kusten). Det lankesiska köket hör till världens kryddstarkaste, på grund av den stora användningen av olika sorters chili, exempelvis "amu miris", "kochchi miris" och "maalu miris" (capsicum). Det är allmänt accepterat att turister ber om mildare tillagad mat. Mat för offentliga tillfällen innehåller normalt mindre chili än den mat lankeserna tillagar i hemmet, den senare är riktigt stark på det vis som invånarna själva föredrar.
En mycket populär alkoholhaltig dryck är toddy, tillverkad av sav från palmer.